# 小松俊雄
小松俊雄（こまつ としお、1932年－　）は、日本の法学者。専門は商法。弁護士。明治大学名誉教授。高知県安芸市出身。

## 略歴
1956年司法試験合格。1957年明治大学法学部卒業。司法修習生。1959年明治大学法学部助手。1962年明治大学法学部専任講師。1965年明治大学法学部助教授。1970年明治大学法学部教授。1974年イギリス・ロンドン大学に留学。1990年明治大学法学部長。1996年明治大学評議員。2000年明治大学法制研究所所長。2003年明治大学定年退職。同名誉教授。弁護士登録。
この他、明治大学法学部法律学科長（1978年－1979年、1982年－1984年）も務めた。
著書に伊藤進, 木元錦哉と共著『消費者の権利 : 賢い消費者のすすめ（有斐閣選書）』（有斐閣、1976年）がある。